# 로그 (기업)
로그(Rogue)는 미국의 영화 제작사로, 렐러티비티 미디어의 자회사이다.

## 영화
- 오가즈모
- 체리 폴스
- 새벽의 황당한 저주
- 사탄의 인형 5: 씨드 오브 처키
- 어썰트 13
- 더 독
- 크라이 울프
- 무인 곽원갑
- 힛쳐 (2007년 영화)
- 뜨거운 녀석들
- 분노의 핑퐁
- 둠스데이: 지구 최후의 날 (2008년 영화)
- 노크: 낯선 자들의 방문
- 언데드 (2009년 영화)
- 왼편 마지막 집 (2009년 영화)
- 컴 아웃 파이팅
- 퍼펙트 겟어웨이
- 마이 소울 투 테이크
- 스카이라인 (영화)
- 워리어스 웨이
- 시즌 오브 더 위치: 마녀 호송단
- 테이크 미 홈 투나잇
- 리미트리스 (영화)
- 샤크 나이트 3D
- 무비 43
- 디스어포인트먼트 룸
- 노크: 초대받지 않은 손님